# Heinz-Christian Strache

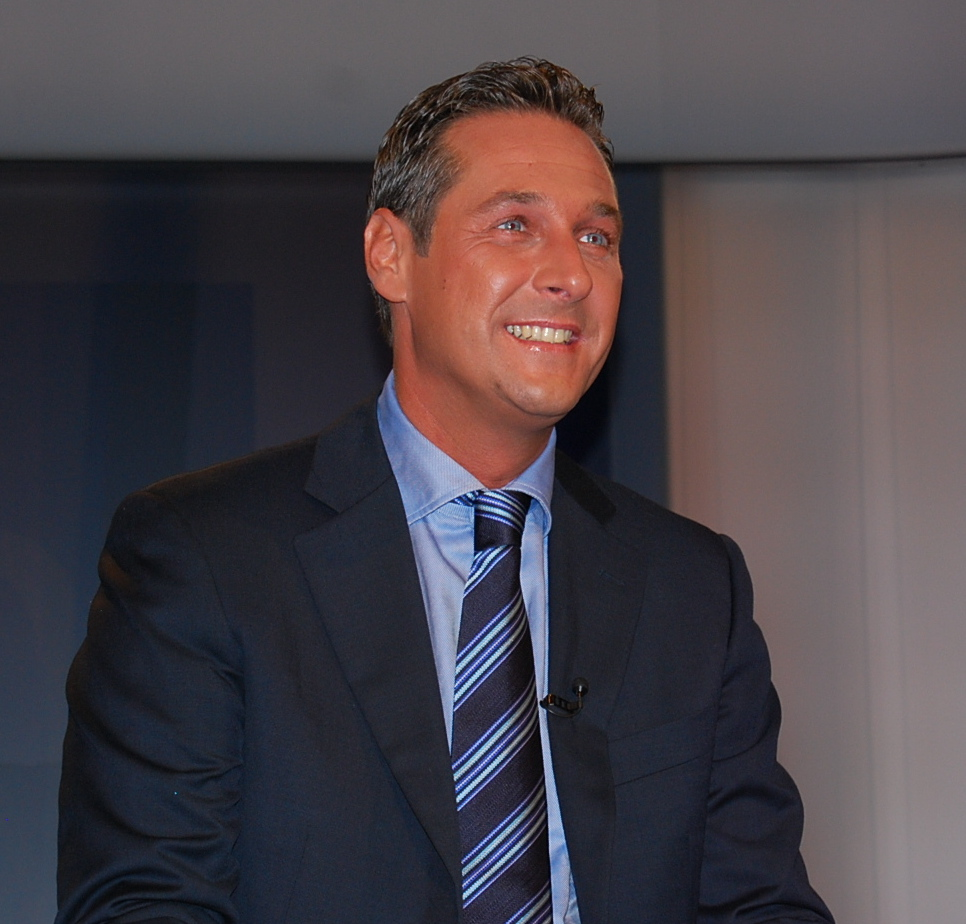
Heinz-Christian Strache var partiledare för FPÖ från 2005 till 2019.

Heinz-Christian "HC" Strache, född 12 juni 1969 i Wien, är en österrikisk politiker. Han var från 2005 till 2019 partiledare för det högerpopulistiska partiet FPÖ och från december 2017 till maj 2019 Österrikes vice förbundskansler. Han påbörjade sin politiska bana i FPÖ:s ungdomsförbund RFJ (där han tillhörde den nationalistiska flygeln) och i Wiens stadsfullmäktige. Han fick därefter uppdrag i FPÖ:s ledning och tog över ordförandeskapet efter en maktkamp mot en grupp närstående förre partiledaren Jörg Haider.
Strache är utbildad tandtekniker och drev tidigare ett företag i branschen.

## Ibizaskandalen
År 2019 var Strache inblandad i en politisk skandal som kom att omnämnas Ibizaskandalen.  I en videoinspelning avslöjades Strache med att diskutera riggande av offentliga upphandlingar med en kvinna som han trodde var släkting till en rysk oligark. Strache lovade lukrativa kontrakt i utbyte mot hjälp att vinna valet 2017. Det hela utspelade sig i en villa på Ibiza. Efter att Strache avgått bad förbundskanslern Sebastian Kurz Österrikes president Alexander van der Bellen att avskeda även inrikesministern Herbert Kickl. I protest mot Kickls avsättning lämnade resterande ministrar från högernationalistiska Frihetspartiet sina poster. Kurz utlyste därefter nyval och tvingades själv bort i en misstroendeomröstning.